# عجوقة مكسوة
عجوقة مكسوة (الاسم العلمي: Ajuga vestita) هو نوع نباتي يتبع جنس العجوقة من الفصيلة الشفوية.

## تسميات
شندقورة مكسوة، عرصف مكسو، بوق مكسو.